# Komenda Wojewódzka Policji w Opolu
Komenda Wojewódzka Policji w Opolu – jednostka organizacyjna Policji obejmująca swoim zasięgiem terytorium województwa opolskiego podlegająca bezpośrednio Komendzie Głównej Policji. Obowiązki Komendanta Wojewódzkiego pełni nadinsp. Magdalena Nguyen-Fudala.

## Struktura Komendy[2]

### Komórki podległe Komendantowi Wojewódzkiemu
- Wydział Ochrony Informacji Niejawnych
- Wydział Prezydialny i Komunikacji Społecznej
- Wydział Kadr i Szkolenia
- Wydział Kontroli
- Wydział Finansów
- Sekcja Psychologów
- Zespół Prawny
- Zespół Prasowy
- Zespół Ochrony Pracy
- Jednoosobowe Stanowisko do spraw Audytu Wewnętrznego
- Jednoosobowe Stanowisko do spraw Ochrony Praw Człowieka

### Komórki podległe I Zastępcy Komendanta Wojewódzkiego
- Wydział Kryminalny
- Wydział do Walki z Przestępczością Gospodarczą
- Wydział Techniki Operacyjnej
- Wydział Wywiadu Kryminalnego
- Laboratorium Kryminalistyczne
- Wydział do Walki z Korupcją

### Komórki podległe Zastępcy Komendanta Wojewódzkiego
- Wydział Prewencji
- Wydział Postępowań Administracyjnych
- Sztab Policji
- Wydział Ruchu Drogowego
- Wydział Konwojowy
- Wydział Zaopatrzenia
- Wydział Transportu
- Wydział Łączności i Informatyki
- Zespół do spraw Zamówień Publicznych
- Zespół do spraw Funduszy Pomocowych
- Zespół do spraw Inwentaryzacji

Zastępca sprawuje również nadzór nad Samodzielnym Pododdziałem Prewencji Policji w Opolu i Samodzielnym Pododdziałem Kontrterrorystycznym Policji w Opolu.